# Francesca da Rimini (Mercadante)
Pour les articles homonymes, voir Francesca da Rimini (homonymie).
Francesca da Rimini est un opéra en deux actes, en langue italienne, composé en 1830 par Saverio Mercadante sur un livret de Felice Romani. Le texte s'inspire du chant V de l'Enfer de Dante Aligheri. L'œuvre a été mise en scène pour la première fois le 30 juillet 2016 au festival de Martina Franca.

## Historique
L'histoire d'amour passionnée et tragique entre Francesca da Rimini et Paolo Malatesta est racontée dans l'un des chant de l'Enfer de Dante, première partie de sa Divine Comédie et a inspiré de nombreux ouvrages et quelques opéras, comme celui de Serge Rachmaninov ou celui de Riccardo Zandonai. Le librettiste Felice Romani, avec qui Saverio Mercadante a travaillé plusieurs fois, a puisé dans ce matériau pour écrire le texte en italien de ce dramma per Musica.
Il a été mis en musique  lors d'un séjour de Saverio Mercadante en Espagne. Sa partition reste très influencée par la musique alors dominante de Rossini. L'histoire se concentre autour du trio des trois  personnages principaux Francesca, Paolo et Lanciotto. La rencontre entre beau-frère et belle-sœur dans leur chambre est le point culminant dramatique et émotionnel de l'opéra.
Mais diverses circonstances et notamment des problèmes de rivalité entre chanteurs, n'ont pas permis que l'œuvre soit jouée du vivant de Mercadante. Elle devait inaugurer la saison du Carnaval au Teatro del Príncipe à Madrid. Mercadante eut alors un différend sérieux avec la soprano pour laquelle il avait écrit le rôle-titre de Francesca, Adélaïde Tosi. Cette querelle fit apparemment échouer le projet. L'année suivante, l'opéra devait se produire au carnaval du Teatro alla Scala et deux sopranos étaient pressenties pour les rôles de Francesca et le rôle travesti de Paolo, Giulia Grisi et Giuditta Pasta. Mais cette dernière choisie pour le rôle de Paolo et créatrice de celui d'Anna Bolena en 1830, aurait refusé cette offre demandant une inversion des deux rôles ce qui empêcha à nouveau l'œuvre d'être jouée à cette occasion. Une reprise plus tard s'avéra impossible, les deux artistes ayant alors de multiples engagements. Ces théories font l'objet de discussions pour acter leur authenticité et la musicologue Elisabetta Pasquini qui a publié un examen critique de l'œuvre, les met au conditionnel.
L'œuvre est ensuite tombée dans l'oubli durant deux cent ans avant d'être donnée en première mondiale au Festival della Valle d'Itria durant l'été 2016. L'essentiel des compositions de Mercadante ont disparu des scènes depuis longtemps. Il était pourtant à partir de 1830, l'un des réformateurs de l'opéra italien, insérant, avec son canto drammatico, les airs de virtuosité dans un ensemble de continuité dramatique.
La première   était dirigée par Fabio Luisi et mis en scène par Pier Luigi Pizzi. Un enregistrement a été capté et édité en CD et DVD par la société Dynamic.
L'œuvre a été également mise en scène par Hans Walter Richter pour une série de représentations en décembre 2022 et janvier 2023 au Tiroler Festspiele puis en février et mars 2023 à l'opéra de Francfort, cet événement constituant la Première en Allemagne. Jessica Pratt y interprétait le rôle-titre.
Sur le plan musical, l'écriture de Mercadante, très belcantiste, évoque Donizetti et surtout Bellini dont l'opéra I Capuleti e i Montecchi, date également de 1830 et choisit aussi une soprano et une mezzo soprano pour incarner les deux amants maudits, Roméo et Juliette en l'occurrence. D'une facture assez classique de l'époque, marquée par Rossini avec ses arias ornementées, reprises et cabalettes, duos et trios mariant les tessitures féminines et masculines, et ses récitatifs, l'œuvre de Mercadante s'attache cependant à définir une ligne dramatique soutenue et son objet n'est pas seulement la valorisation des voix.

## Argument

### Résumé
Cette œuvre tragique s'inspire d'un fait divers survenu en Italie, à Rimini, au milieu du XIIIe siècle et mis en vers par Dante dans le chant V de la Divine Comédie. Francesca da Rimini mariée de force par son père à Lanciotto Malatesta, s'éprend de son beau-frère, le beau Paolo. Alors qu'ils échangent leur premier baiser, le mari les surprend, et finit par provoquer leur mort après quelques rebondissements dramatiques. Dans le drame d'origine, il les tuait aussitôt d'un seul coup d'épée.

### Acte I

#### Scène 1
Vue depuis le vestibule du palais de Lanciotto, la grande place de Rimini est ornée de trophées militaires tandis que le peuple et les nobles se réjouissent de la paix revenue entre les Guelfes et les Gibelins.

#### Scène 2
Lanciotto se réjouit de son retour victorieux et couvert de gloire mais fait part à Guido, le père de Francesca, du trouble de son cœur , souhaitant ardemment que son amour pour Francesca soit payé de retour.

#### Scène 3
Lanciotto souhaite qu'elle accepte de participer aux cérémonies organisées pour la victoire mais en doute, et confie qu'il sait à quel point elle hait son frère.

#### Scène 4
De son côté Francesca chante l'oppression de son cœur et l'amour qu'elle a vu dans ses rêves.

#### Scène 5
Francesca confie ses craintes à Isaura qui lui annonce que leur père arrive pour la consoler.

#### Scène 6
Arrivent Guido et Lanciotto qui rejoignent les deux femmes. Francesca embrasse son père tout en lui confiant son malheur. Lanciotto lui demande d'où vient cette mélancolie. Elle lui explique que la tristesse ne la quitte jamais, c'est sa nature et alors qu'elle va se marier, elle a l'impression d'aller au supplice. Elle reproche à son père ce mariage forcé qui la rend malheureuse. Lanciotto soupçonne un autre amour mais elle s'en défend. Lanciotto lui jure qu'il donnerait sa vie pour la rendre heureuse et elle le rassure en lui disant que le temps de la paix viendra.

#### Scène 7
Arrive Paolo sur la place devant le palais, qui chante longuement l'amour qu'il ne peut contrôler et qui l'étreint sans cesse. À la dernière minute il renonce à entrer dans le palais.

#### Scène 8
S'ensuivent les festivités de retrouvailles en présence de Lanciotto, Francesca, Isaura, Guido, Gelfo. Paolo, dissimulé, finit par se montrer et parle à son frère. Le son de sa voix provoque immédiatement un choc. Francesca défaille, emmenée par son père sous l'œil inquiet de Lanciotto, tandis que Paolo tremble sans oser dire un mot.

#### Scène 9
Rapide échange entre les deux frères, Lanciotto avouant son anxiété et Paolo s'étonnant de son émoi alors qu'il a pour femme Francesca. Lanciotto considère qu'elle ne l'aime pas et se consume de passion pour un autre. Paolo essaye de détourner ses soupçons l'assurant que ce sont certainement d'autres raisons qui tourmentent Francesca mais les doutes de Lanciotto ne cessent de s'accroitre tandis qu'il jure qu'il châtiera sans pitié le coupable.

#### Scène 10
« Il est revenu, je l'ai vu », chante Francesca, éperdue d'amour et de frayeur.

#### Scène 11
Paolo se glisse dans la chambre de Francesca et leur amour s'exprime aussitôt avec fièvre, il est glacé, elle brûle, Il se lisent des passages des amours de Lancelot et Guenièvre dans le livre que Francesca tient dans la main et s'identifient aux deux personnages pour consacrer leur amour réciproque.

#### Scène 12
Lanciotto fait irruption par surprise dans la chambre et les surprend sans qu'ils aient eu le temps de se cacher. Lanciotto menace son frère quand arrivent à leur tour Guido, Gelfo, Isaura, les chevaliers et leurs dames. Face à la fureur de Lanciotto, Paolo s'accuse et proclame qu'il est le seul coupable mais Francesca avoue à son mari qu'elle aimait Paolo avant d'être unie de force à lui et qu'il n'a jamais eu son cœur mais uniquement sa main droite. Lanciotto annonce à Francesca qu'elle vivra mais emprisonnée pour que sa vie soit pire que la mort et tire l'épée contre son frère.

### Acte II

#### Scène 1
Le chœur des courtisans chante la fugacité du bonheur.

#### Scène 2
Lanciotto resté seul avec ses courtisans et Guido, se lamente et crie sa fureur proférant mille menaces de mort à l'encontre des amants coupables malgré les supplications de Guido pour épargner sa fille.

#### Scène 3
La scène se passe dans les sous sols du palais où Francesca va être emprisonnée. Elle chante la tristesse de ces murailles et celle de son sort., enfermée vivante dans une tombe. Elle surprend les gémissements de Paolo supplicié quelque part dans ces cachots. La porte de sa cellule se referme sur elle.

#### Scène 4
Lanciotto réunit les deux amants pour les menacer ensemble.

#### Scène 5
Il présente du poison et son épée à Paolo pour lui demander de choisir en premier comment il veut périr. Paolo choisit le fer, Francesca aura donc le poison.

#### Scène 6
Mais tandis que les amants s'apprêtent à mourir, Guido arrive avec une troupe. Il explique à Lanciotto que sa propre garnison a fini par se lasser de sa cruauté et ne prendra pas sa défense. Paolo et Francesca sont sauvés. Ils fuient tous trois et leur suite ces lieux sinistres.

#### Scène 7
Resté seul, Lanciotto jure vengeance.

#### Scène 8
Gelfo arrive pour alerter Lanciotto sur le fait qu'une bataille a éclaté entre ses partisans et ceux de Guido, en radical désaccord sur le lieu où Francesca devra se rendre, soit rester à Rimini soit aller à Ravenne. Lanciotto veut se rendre sur les lieux, espérant encore une issue qui lui serait favorable mais Isaura arrive pour leur apprendre que les heurts sont terminés, Francesca a mis fin aux hostilités en refusant les deux propositions pour décider de se retirer au couvent ce que son père a approuvé. Lanciotto réalise qu'il la perd définitivement.

#### Scène 9
Paolo chante seul dans la nuit devant le monastère où il attend la venue de Francesca qui doit lui faire ses adieux.

#### Scène 10
Paolo et Francesca se retrouvent. Elle lui jure qu'elle lui est restée fidèle et que Lanciotto n'a eu que sa main promise par son père mais qu'il n'a jamais eu son cœur que seul Paolo possède. Elle est prête à mourir pour lui. Mais Paolo veut vivre avec elle. Elle s'y refuse malgré ses supplications.

#### Scène 11
Lanciotto les surprend à nouveau et veut tuer d'un coup d'épée Paolo mais c'est Francesca qu'il touche. Paolo lui arrache son arme pour la tourner contre lui. Les deux amants sont morts.

#### Scène 12
Guido, les chœurs, Gelfo, Lanciotto, tous se lamentent sur cette tragédie. Guido reproche à Lanciotto son crime affreux mais Lanciotto lui rétorque que c'est leur crime qui les a tués.

### Structure musicale de l'œuvre

#### Acte I
- 1 Introduction :  Lo squillar delle trombe guerriere (Coro, Guido, Lanciotto)[10]
- 2 Chœur, scène et cavatine :  Presso al meriggio - Seco d'un rio sul margine (Francesca)
- 3 Trio :  Donna, per farti lieta (Lanciotto, Francesca, Guido)
- 4 Scène et cavatine : Quanto ti deggio - Questa speme che m'avanza (Paolo)
- 5 Chœurs :  Ai prodi onore!
- 6 Duo : Vedi se v'ha più barbaro (Lanciotto, Paolo)
- 7 Premier Final : Ei ritornò...lo vidi - Assiso di Ginevra al fianco (Francesca, Paolo, Lanciotto, Guido, Coro, Guelfo, Isaura)

#### Acte II
- 8 Chœurs :  Rapido come al vento
- 9 Aria : Saprò punir, lo giuro (Lanciotto, Guido, Coro)
- 10 Chœurs, scène et aria : Fra queste volte oscure - È l'ultima lagrima (Francesca, Isaura, Guelfo, Coro)
- 11 Trio et quatuor : Deh, non volermi, o barbaro (Francesca, Paolo, Lanciotto, Guido)
- 12 Scène et aria :  Tace ogni cosa - Se troncando i giorni miei (Paolo)
- 13 Second final : La mia destra ha solo il fiero (Francesca, Paolo, Lanciotto, Guido, Guelfo, Isaura, Coro)

## Distribution
| Rôles     | Tessiture     | Interprète de la Première, juillet 2016 |
| --------- | ------------- | --------------------------------------- |
| Francesca | soprano       | Leonor Bonilla                          |
| Paolo     | mezzo-soprano | Aya Wakizono                            |
| Lanciotto | ténor         | Mert Süngü                              |
| Guido     | basse         | Antonio Di Matteo                       |
| Guelfo    | ténor         | Ivan Ayon-Rivas                         |
| Isaura    | soprano       | Larisa Martinez                         |

## Discographie et vidéographie
2017 - Première Mondiale au Festival della Valle d'Itria, 2016, sous la direction musicale de Fabio Luisi, dans une mise en scène de Pier Luigi Pizzi, 2 DVD Dynamic 37753 -109’24 + 90’29.